# Mirko Šundov
Mirko Šundov, hrvaški general, * 1962.

## Življenje
Diplomiral je na Fakulteti političnih znanosti v Sarajevu in magistriral na Univerzi v Zagrebu.
Leta 1991 je bil načelnik Odseka za operavitno-šolske zadeve 4. gardne brigade, nato pa je bil poveljnik 4. gardne brigade in bil istočasno načelnik štaba ZP Split (1992–94), namestnik poveljnika ZP Split (1994–95), načelnik Uprave za šolstvo GŠ OS RH (1995–96), namestnik poveljnika 4. ZP Ston, poveljnik 3. ZP Knin, poveljnik Poveljstva za izobraževanje (2001–03), načelnik štaba Poveljstva Hrvaške kopenske vojske (2002–03), načelnik Hrvaškega vojaškega učilišča, načelnik Glavnega štaba Oboroženih sil Republike Hrvaške (2016–2020).
Odlikovanja
- Red bana Josipa Jelačić
- Red bana Nikole Šubića Zrinskega
- Red hrvatskog trolista
- Red hrvatskog pletera
- Spomenica domovinskog rata
- Spomenica domovinske zahvalnosti